# Митридат, царь Понтийский (опера)
«Митридат, царь Понтийский» (итал. Mitridate, re di Ponto) — драма на музыке (ит. dramma per musica) KV 87 [74a] Вольфганга Амадея Моцарта в 3 действиях, итальянское либретто В. А. Чинья-Санти по трагедии Жана Расина «Митридат» в переводе Дж. Парини. Премьера: Милан, театр «Реджо дукале», 26 декабря 1770 года под управлением автора.
История Митридата VI, царя Понтийского, мужественного борца с Римом, после того как трагедию о нём написал Расин, вдохновила множество композиторов. Пьеса легла в основу большой группы опер — Ф. Арайи, А. Кальдары, Н. Порпоры, Д. Террадельяса, А. Саккини, К. Гаспарини и др. Опера была поставлена 26 декабря 1770 года в Милане и имела огромный успех.

## Действующие лица и первые исполнители
| Персонаж                        | Певческий голос   | Премьера, 26 декабря 1770 (Дирижёр: Вольфганг Амадей Моцарт) |
| ------------------------------- | ----------------- | ------------------------------------------------------------ |
| Митридат, царь Понта            | тенор             | Гульельмо д΄Этторе                                           |
| Сифар, сын Митридата            | сопрано (кастрат) | Пьетро Бенедетти (Сарторино)                                 |
| Фарнак, старший сын Митридата   | альт (кастрат)    | Джузеппе Чиконьяни                                           |
| Аспазия, возлюбленная Митридата | сопрано           | Антонина Бернаскони                                          |
| Исмена, парфянская принцесса    | сопрано           | Анна Франческа Варезе                                        |
| Арбат, губернатор Нимфеи        | сопрано (кастрат) | Пьетро Мускетти                                              |
| Марцио, римский трибун          | тенор             | Гаспаро Бассано                                              |

## Краткое содержание оперы
Митридат борется с Римом за независимость родины. Он поручает своим сыновьям Сифару и Фарнаку заботу об Аспазии, на которой хочет жениться. Приходит ложное известие о гибели Митридата. Оба сына вступают в распрю из-за Аспазии, которая любит Сифара. Митридат возвращается и узнаёт об измене Аспазии и сыновей. Фарнак к тому же двойной предатель: он вёл тайные переговоры с Римом. Митридат заточает его в тюрьму, Аспазия должна умереть от яда. Освобождённый из заточения Фарнак искупает свою вину, сражаясь бок о бок с отцом против римлян. Митридат совершает самоубийство, чтобы избежать поражения. Умирая, он отдаёт Аспазию Сифару. Жители Понта клянутся продолжать войну с римлянами.

## Музыка
«Митридат», написанный 14-летним Моцартом в Италии и рассчитанный на постановку в итальянском театре носит все черты оперы-сериа. Удивительно мастерство юного композитора, который за два месяца создал сложную и богатую партитуру, ни в чём не уступающую произведениям прославленных мастеров.

### Состав оркестра
- 2 флейты, 2 гобоя,
- 2 валторны
- струнная группа
- клавесин и виолончель (для речитативов)
- 2 тромбона в №1, №7, №10, №25
- 2 Фагота в №4, №22
- Валторна соло в №13

## Постановки оперы
Опера вновь появилась на сцене через двести лет после создания — на Зальцбургском фестивале 1971 года. В последние десятилетия следует отметить спектакли в Экс-ан-Провансе (1983), Цюрихе (1985) и Лондоне (1992).

## Избранная дискография
Исполнители представлены в следующем порядке: Митридат/Аспазия/Сифар/Фарнак/Исмена.
CD:
- Kolik Stanley/Meredith Zara /Edith Gabry /Brigitte Fassbaender /Ileana Cotrubas, Mozarteum Orchester Salzburg, con. Leopold Hager, 1970. Memories

- Giuseppe Sabbatini/Natalie Dessay/Cecilia Bartoli/Brian Asawa/Sandrine Piau, Orchestra: Les Talens Lyriques, con. Christophe Rousset, 1998. Decca

DVD:
- Gösta Winbergh/Yvonne Kenny/Ann Murray/Anne Gjevang/Joan Rodgers, Concertus Musicus Wien, con. Nikolaus Harnoncourt, 1985. Deutsche Grammophon

- Richard Croft/Netta Or/Miah Persson/Bejun Metha/Ingela Bohlin, Orchestra: Les Musiciens du Louvre, con. Mark Minkowski, 2006. Decca (074 3168)